# Mont Valérien

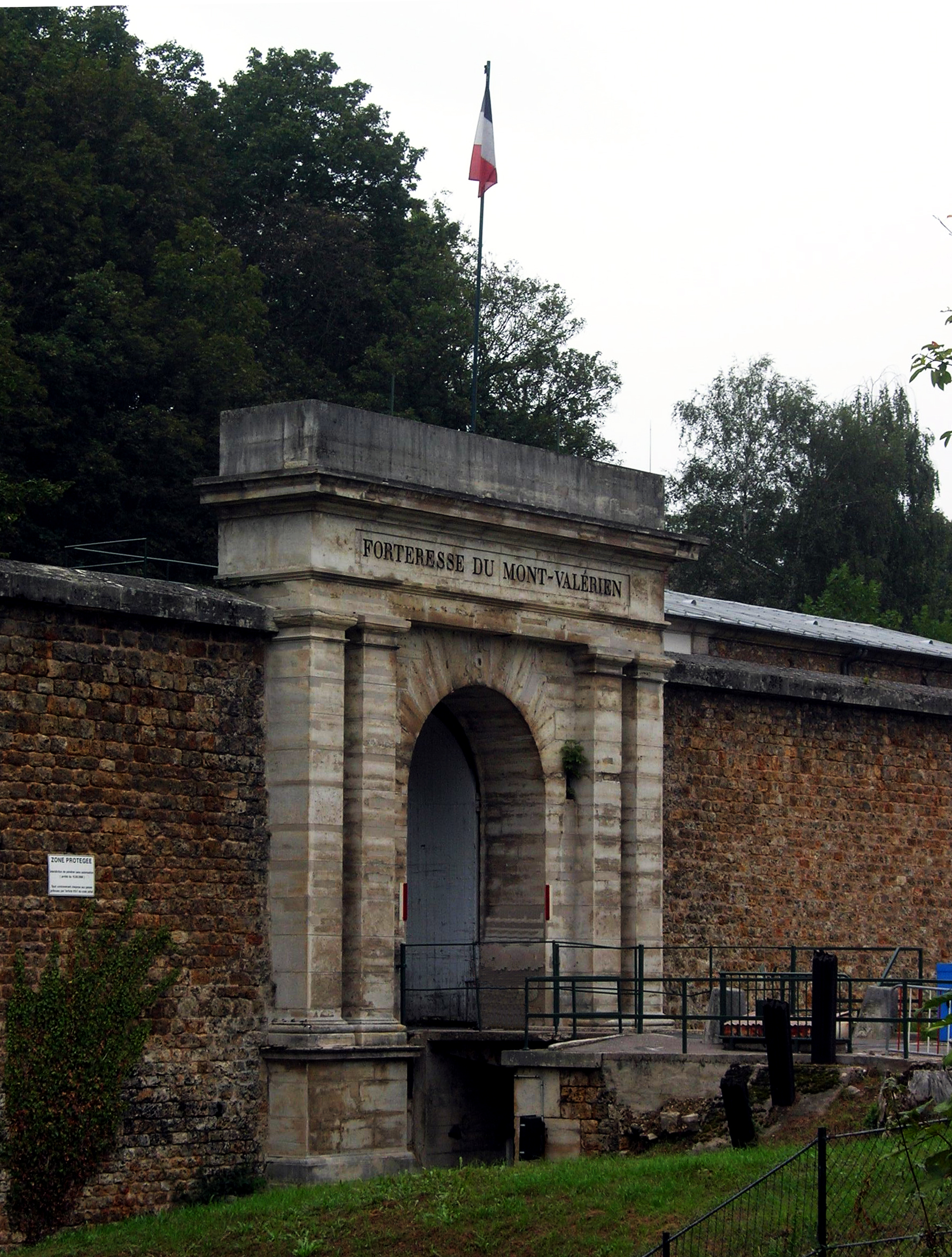
Fuerte del Mont-Valérien.

El Mont Valérien es una colina que alcanza los 162 metros de altura, situada a varios kilómetros al oeste de París, en los municipios de Saint-Cloud, Suresnes, Nanterre y Rueil-Malmaison. Está ubicado allí un fuerte, construido a partir de 1841, donde fueron ejecutados resistentes durante la Segunda Guerra Mundial.

## Historia
Desde los orígenes del cristianismo en la Galia el Mont Valérien era un lugar de culto y peregrinación. Allí se fundó un Calvario en el siglo XV y se desarrolló bajo Luis XIII: se accedía a él por un camino donde había capillas que materializaban las estaciones del Viacrucis. Los parisinos devotos tenían costumbre de acudir en procesión. Una congregación, los Sacerdotes del Calvario, se estableció allí en 1634, pero a como resultado de graves desórdenes la peregrinación fue prohibida en 1697. La congregación fue dispersada y el lugar resultó saqueado bajo la Revolución.
Hubo religiosos trapenses que se instalaron allí ya en 1806. En 1812, Napoleón I mandó construir en el Mont Valérien, por el arquitecto Nicolas Jacques Antoine Vestier, varios edificios que todavía existen y que habrían de servir como casa de educación de la Legión de Honor. 
Bajo la Restauración, el calvario se reconstruyó y una congregación religiosa dedicada a la recristianización del país, la Sociedad de las Misiones de Francia, se instaló en los edificios en virtud de una Ordenanza de Luis XVIII de 1816, qui la autorizó en Francia y le concedió los terrenos y edificios del Mont Valérien. En 1824, los sacerdotes de las misiones abrieron en el Mont Valérien un cementerio, rápidamente convertido en un lugar de sepultura privilegiado para la aristocracia parisina. 
Como símbolo del legitimismo, el lugar fue atacado fuertemente por los vencedores de las Tres Gloriosas. E 25 de diciembre de 1830 una Ordenanza de Luis Felipe revalidó la Ordenanza de 1816 y reintegró el Mont Valérien en los dominios del Estado, disponiendo en su artículo 3 que « contando desde este día no será hecha ninguna nueva inhumación en los terrenos concedidos ». Pero se volvió atrás sobre esta prohibición en una Ordenanza del 13 de enero de 1831 invocando « principios de conveniencia y de humanidad».
Hacia 1840, Luis-Felipe integró el Mont Valérien en la red de fortificaciones de París e hizo construir allí un fuerte, que sigue en pie, que jugó un papel importante en la defensa de la capital en 1871. 
El 23 de febrero de 1942 tiene lugar la ejecución de siete Resistentes, miembros de la Red del Museo del Hombre (Vildé, Lewitsky, Nordmann, Ithier, Andrieu, Sénéchal, Walter).
El 21 de febrero de 1944 este fuerte fue el escenario de la ejecución de Missak Manouchian y de los miembros de su destacamento. La única excepción en las ejecuciones de los miembros del destacamento es la de Olga Bancic, detenida en la misma redada, que fue decapitada en la prisión de Stuttgart el 10 de mayo de 1944.
El 18 de junio de 1960, el General de Gaulle inauguró en el au Mont Valérien el Mémorial de la Francia combatiente, donde reposan 16 cuerpos de combatientes, originarios de Francia y de las colonias, que simbolizan las diferentes formas de combate por la Liberación.

## El Mont Valérien hoy
Hoy el Mont Valérien es la sede del 8º Regimiento de Transmisiones, del Museo Colombófilo Militar y del Centro Nacional de Estudios y de Formación para la Infancia inadaptada, así como del Memorial de la Francia Combatiente, que ocupa el flanco sur de la colina de que constituye la única parte de acceso libre y permanente para el público.
Se ha indicado que alberga desde la Segunda Guerra Mundial, los servicios de escucha del Ejército francés, en particular los de las personas privadas (véase el artículo Claude Angeli).
A comienzos de los años 60, en la parte de Rueil, y en especial en la calle Cuvier, había presencia todavía de poblados chabolistas.
La plaza ante el Memorial de la Francia combatiente, que rememora la resistencia de los franceses al Ejército alemán de ocupación, lleva el nombre del Abad Franz Stock.
El 15 de septiembre de 2007, Seguían en vida todavía 63 Compagnons de la Libération. El único de ellos que queda con vida, Hubert Germain, será inhumado en la cripta del Mont Valérien, en la tumba número 16, que permanece vacía para acogerle.
- Por iniciativa de Robert Badinter, un proyecto de Ley votado el 22 de octubre de 1997 decidió la edificación de un monument a la memoria de los resistentes y los rehenes fusilados (entre ellos, 23 membres del Grupo Manouchian) en el Mont Valérien entre 1940 y 1944. El monumento, réalizado por el escultor y artista plástico Pascal Convert, se inauguró el 20 de septiembre de 2003 por el primer ministro Jean-Pierre Raffarin en memoria de esos 1006 fusilados.

## Referencias

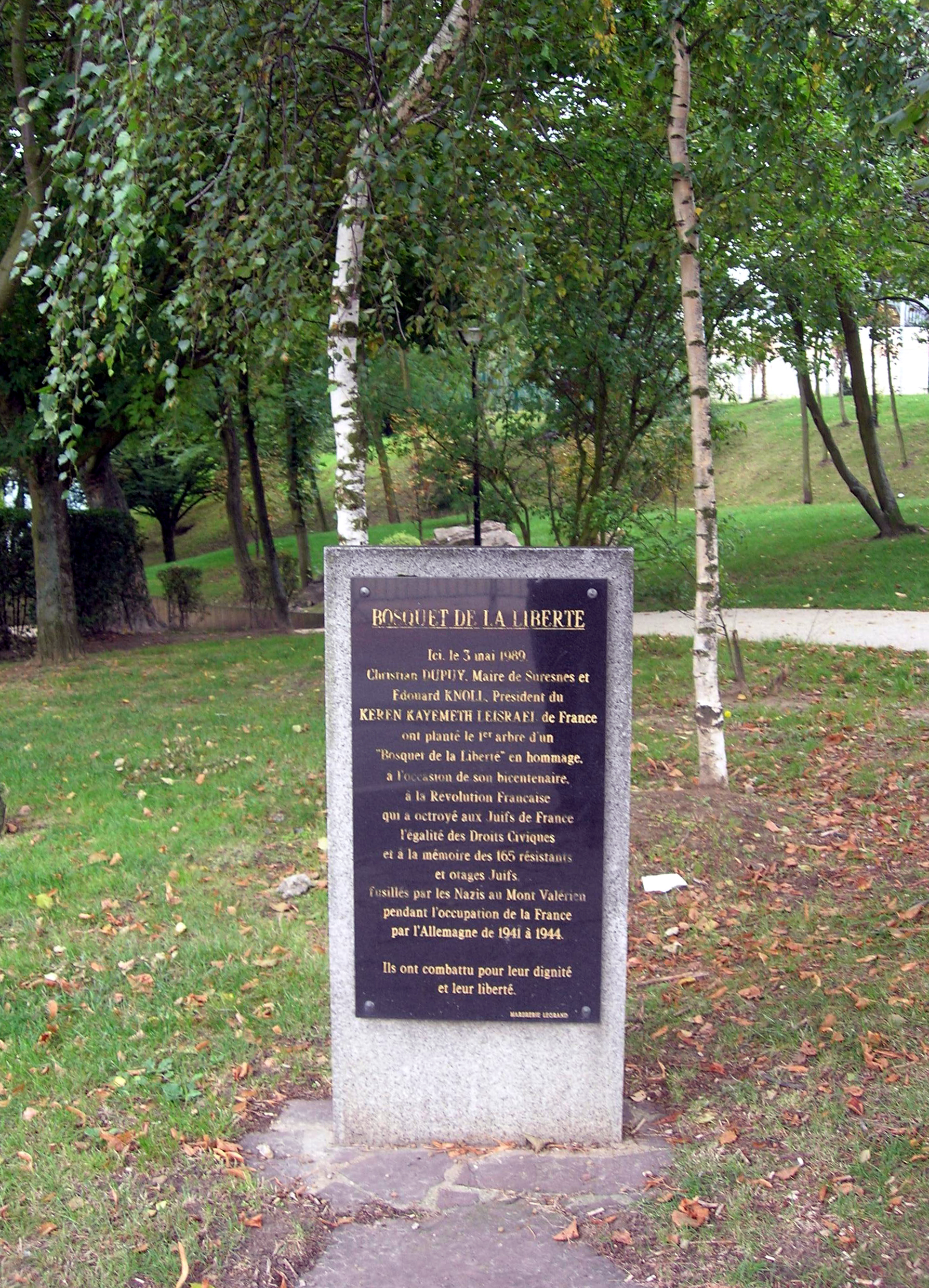
Bosquecillo de la Libertad.